# Bitva u Veľkých Vozokan
Bitva u Veľkých Vozokan je významné střetnutí tureckých válek, které proběhlo 26.-27. srpna 1652 mezi obcemi Veľké Vozokany a Malé Vozokany. Spojené síly mocných uherských rodů Forgáč a Esterházy, posádek přilehlých hradů a místních sedláků v ní rozdrtily tureckou kořistnickou výpravu vedenou vezírem Karou Mustafou, velitelem posádky v Ostřihomi. Na místě bitvy, v níž padli čtyři přední synové rodu Esterházy, se nachází velkolepý pomník.